# Іттіхад
Іттіхад (азерб. Ittihad — укр. Єднання, Союз) — азербайджанська партія панісламістської орієнтації початку XX століття (1917—1920).

## Створення
Партія «Іттіхад» (первинна назва «Русіяда Мусульманлиг Іттіхад» — «Союз Російського Мусульманства») була сформована у березні 1917 року із союзу «Мусульманство в Росії», що знаходився в Баку, й організації «Іттіхад іслам» (Єднання ісламу). Наприкінці листопада 1917 року взяла назву «Іттіхад». Новостворена організація, яку очолив Кара Карабеков, дотримувалась панісламізму й розглядала шаріат як основний принцип політичних дій. Вона відкидала боротьбу за незалежність Азербайджану й тюркізм на користь ідеї про республіку у складі демократичної та децентралізованої Росії.

## Історія
«Іттіхад» в основному проводила агітацію серед азербайджанського селянства, що дало партії 8 відсотків голосів мусульман на виборах до Всеросійських установчих зборів у листопаді 1917 року.
Хоча первинно «Іттіхад» була консервативною партією, до кінця 1919-го року вона консолідувалась із крайнім лівим рухом та хотіла увійти до союзу з більшовиками на початку 1920-го року. Лідери партії оголосили, що будуть підтримувати комуністичні ідеї до тих пір, поки вони не конфліктують з мусульманськими релігійними поглядами. В основному це спричиняло неприйнятність більшовиками відділення Азербайджану від Росії. Саме це зробило «Іттіхад» природним політичним опонентом партії «Мусават», й антагонізм між цими двома партіями був однією з основних рис внутрішньої політики Азербайджану в період незалежності.
В парламенті АДР «Іттіхад» була представлена окремою фракцією, видавала газету з тією самою назвою. Представники партії посідали відповідальні пости в уряді АДР.

## Розпуск
Після падіння АДР у квітні 1920-го року, «Іттіхад» саморозпустився, закликавши своїх членів вступати до РКП(б). Однак у подальшому багато іттіхадистів взяли участь у антирадянських повстаннях у 1920-му році.